# Ignatius Shixwameni
Ignatius Nkotongo Shixwameni (4 de setembro de 1966 – 10 de novembro de 2021), foi um político namibiano. Foi o líder do Partido de Todas as Pessoas da Namíbia.

## Biografia
Shixwameni nasceu em Shambyu, o reino tradicional da região do Kavango, e obteve o título de Mestre em Artes pela Universidade de Havana em Ciências Sociais.
Shixwameni foi um líder estudantil da Organização Nacional de Estudantes da Namíbia (Nanso) no início da independência e foi um líder da Liga Juvenil da SWAPO de 1987 a 1999 e membro do Comitê Central da SWAPO de 1992 a 1997. Eleito para o Parlamento em 1999 como um membro do partido, ele se juntou ao Congresso dos Democratas (CoD) da oposição em 2000 como seu líder.
Shixwameni renunciou ao Congresso dos Democratas em dezembro de 2007, junto com outros 21 membros. Ele fundou um novo partido, o Partido de Todas as Pessoas, como uma divisão do Congresso dos Democratas no mês seguinte. Em outubro de 2009, a APP o elegeu como candidato a presidente do partido.
Ele era casado, tinha dois filhos e residia em Windhoek.
Shixwameni morreu em 10 de novembro de 2021, após desmoronar no parlamento.